# 克利夫兰路丑闻
克里夫兰路丑闻（Cleveland Street scandal）发生于1889年，当时警察在伦敦菲茨罗维亚的克利夫兰路上发现了一个男同性恋妓院。政府被指掩盖了该丑闻以保护贵族及其他主要资助人的名声。那个时候，男男之间的性行为在英国是非法的，一旦被发现，这些频繁出入于妓院的达官贵族可能面临着诉讼或社会上的排斥。有传言称，阿尔伯特·维克多王子，这位威尔士亲王的长子，同时也是在英国王位第二顺位继承人曾经也去过这个妓院，尽管没有发现详实的资料记载。和其他国家的报纸不同，英国媒体从不会对王子直呼其名，但是指控确实会影响权威机构该案的处理，并且会影响传记作者对他的看法。
警察得到证词称亚瑟·萨默赛特勋爵，这位威尔士亲王的随从也是位主要顾客。他与妓院的老板查尔斯·海默德都逃离了英国。这些男妓同时也是邮局的接线员，他们并没有受到很重的处罚，也没有嫖客遭到起诉。在休斯顿伯爵亨利·詹姆斯·菲茨罗伊的名字在报纸上作为妓院客户出现时，他成功诽谤将该出版社告上了法庭。
该丑闻的出现，更加剧了人们对男同性恋的态度，人们往往认为男同性恋是贵族阶级凌驾于社会底层年轻人的一种罪行。直到1895年，人们的这种观念都还很普遍。当时，昆斯贝利侯爵将奥斯卡·王尔德告上法庭，称他频繁活动于同性恋群体当中。

## 男性妓院

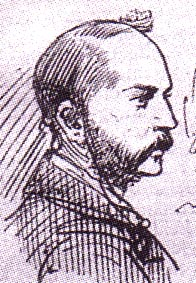
一份当代报纸中检察官费德里克·艾伯林的插图

1889年7月，警察总署卢克·汉克斯在调查伦敦中央电报局的一起盗窃案时发现，查尔斯·托马斯·斯文思科，这个15岁的信童有一笔十四先令的存款，这笔钱在当时等于他好几周的工资。并且为防止职员的钱与客户的钱弄混，电报员在岗时不可以带钱在身上。由于这个信童的涉案嫌疑，汉克斯警官将其带回警局进行问讯，短暂的犹豫之后，斯文思科承认，他在给查尔斯·哈蒙德做男妓，后者在克利夫兰路19号有一家男性妓院。据斯文思科交代，他是通过一名中央邮局的员工认识哈蒙德的，这名员工就是18岁的亨利·纽拉夫。除此之外，他还供出了两名17岁的电报员：乔治·阿尔玛·怀特和查尔斯·厄内斯特·塞科布罗姆。汉克斯警官从怀特与塞科布罗姆处得到了进一步的证据，有了这些证词，纽拉夫对案情供认不讳。
汉克斯警官将这个案件报告给了上级领导费德里克·艾伯林督查。7月6日，艾伯林督查持逮捕证因哈蒙德与纽拉夫违反了1885年刑法修正法第11条将二人缉拿归案。依据该法案，男性之间的性行为，以及到此类场所消费或试图消费将被处以两年的监禁，并且可能会有劳役。 到达克利夫兰路之后，他发现妓院已经锁起来了，并且哈蒙德已经不见了踪影，但他成功在康登镇 纽拉夫的母亲家将纽拉夫抓获。据猜测，在向汉克斯警官交代犯罪事实之后被抓捕之前，纽拉夫已经去克利夫兰路提醒过哈蒙德，这种情况下，哈蒙德往往会逃到其位于格雷夫森德的哥哥家中

## 往来于妓院的名人

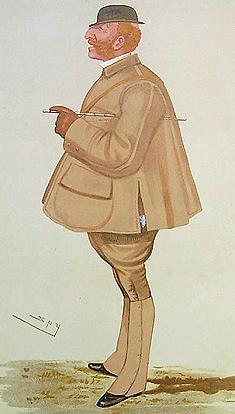
出生于贵族家庭的亚瑟·萨默赛特，漫画做于1887年

在去警察局的路上，纽拉夫供出了几个经常光顾克利夫兰路妓院的社会名流：亚瑟·萨默赛特勋爵与休斯顿伯爵亨利·菲茨罗伊，以及军队上校杰尔渥艾斯。 萨默赛特曾经是威尔士亲王赛马场的负责人。尽管萨默赛特也接受了警察的问讯，但并没有哪条指控可以指向他有犯罪，并且当局处理对萨默赛特的指控时也是迟迟没有行动。 警局在这个如今已空无一人的妓院门口安排了一个人值守，案情的细节也在政府各部门间传来传去。
8月19日，警方开出了对乔治·维克的搜查令，他与哈蒙德略有交情，并一直伪装成一个神职人员。维克原本供职于电报局，但因和信童们“行为不端”而被开除。 警察们在维克的出租屋内找到了一个17岁的男孩，他告诉警察维克去了朴茨茅斯，不久后会坐火车回来。随后，警察在伦敦滑铁卢车站逮捕了维克，并在他的口袋里发现了阿尔杰农·阿莱斯的来信。艾伯林派汉克斯警官去在阿莱斯父母位于萨福克萨德伯里的家中去走访他。阿莱斯承认从萨默赛特处收到了好处，并与他发生性行为，此外，阿莱斯在克利夫兰路的妓院为哈蒙德打工。 8月22日，警察对萨默赛特第二次走访，此次走访后，萨默赛特出发去了巴特洪堡, 陪同威尔士亲王前去避暑。
9月11日，警方对纽拉夫和维克进行审判，他们的律师是由萨默赛特的法务官安排的，由威利·马修斯为纽拉夫辩护，由查尔斯·吉尔为维克辩护。所有的法律费用由萨默赛特支付。 此时萨默赛特已经去了汉诺威为威尔士亲王视察马匹，在新闻里，人们往往用“那位道貌岸然的侯爵大人”来暗指他。 9月18日，纽拉夫与维克以猥亵罪向法庭进行陈案，托马斯·查波斯，这位原自由党的一员，是一名以宽厚仁慈著称的法官，最终分别判他们四个月和九个月的劳役。 这两个男孩子所受的刑罚在当时已经是非常宽容的了。 哈蒙德先是逃到了法国，但是迫于英方的压力，法国当局最后将他驱逐出境，之后，哈蒙德逃去了比利时，并从那里移民到了美国。牛顿为萨默赛特办事，为哈蒙德支付了所有的旅费。 在塞利斯伯雷伯爵的指意下，英方没有进一步尝试将其引渡回国，因此哈蒙德的案子也就渐渐被人们遗忘了。
9月下旬，萨默赛特回到了英国，参加纽马克特的售马大会，但是在9月26号突然前往迪耶普，很有可能是牛顿向他走漏了风声，告诉他他有可能被警方逮捕。 9月30号，萨默赛特又一次回到英国，几天之后，她的祖母艾米丽·萨默赛特，即贝奥福特公爵的遗孀去世了，萨莫赛特出席了她的葬礼。 此件一直有人不断提出对萨默赛特采取措施，但都被大法官等人挡了回去。 流言慢慢传播开来，人们猜测萨默赛特也和克利夫兰路的妓院有关联，10月19日，萨默赛特逃回法国，塞利斯伯雷被指通过戴顿·普洛宾给萨默赛特通风报信，因为前一晚两人曾见过面，当时政府马上就要发出逮捕令了。 塞利斯伯雷 以及代理律师理查德·韦伯斯特否认了这一点， 普洛宾的线人可能是警长助理理查德·皮尔森。 威尔士亲王写信给塞利斯伯雷，表示他很满意萨默赛特获准离开了英国，并且写道，如果萨默赛特“胆敢再回到英国”，当局不该对他有过多阻挠。 但另一方面，塞利斯伯雷还承担着来自警方的压力，警察一直敦促他检举萨默赛特。11月12日，对萨默赛特的逮捕令终于发布， 但此时，萨默赛特已经平平安安地逍遥法外了，逮捕令的出现并没有引起人们多大的关注。 萨默赛特曾尝试在土耳其，奥匈帝国找工作，尝试无果后，他在法国南部度过了自给自足的后半生。 媒体中提到了其他涉案的大人物包括罗纳尔多·高福勋爵以及厄尔勋爵。 还有亚历山大·梅瑞克·布劳德雷， 他潜逃海外长达四年。 帕雷斯·费加罗甚至声称布劳德雷将乔治·布兰格和亨利·罗切佛特带回了自己家。 对布兰格的指控随后就遭到了其支持者的反对。 据报道，1889年12月，威尔士亲王与王妃每天都深受匿名信的困扰，在信里，人们言语不堪地指责亲王与王妃。 直到1890年，60个涉嫌人员全部确认，其中20个已经逃亡海外。

## 公之于众

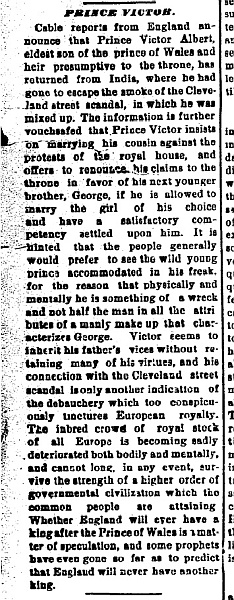
美国报纸称，阿尔伯特·维克多王子已经“丑闻缠身”

因为媒体很少能全程跟进报道，如果不是记者厄内斯特·帕克，人们可能很快就已经遗忘这件事情了。帕克供职于一家名不见经传的周报报社《北伦敦周报》，这家报纸往往进行激进的政治报道，一个报道员把对纽拉夫的定罪交给他的时候，帕克嗅到了里面悬而未决的故事，帕克提出质疑，为什么这两个卖淫者的刑罚如此轻（即使最大限量的宽容，对此类案件的定罪也应该为两年），以及为什么哈蒙德可以免于抓捕。他越来越好奇。帕克发现，这些男孩都提到了一些社会名流，此后，他在9月28日写了一篇报道，暗示这些名人涉案的可能性，但并未给出具体细节， 直到11月16日他才发表了一篇后续报道，在里面提到了休斯顿公爵亨利·菲茨罗伊，并提到他被卷入了“克利夫兰路难以名状的丑闻”之中。 帕克进一步指出，休斯顿公爵已经逃到了秘鲁，并且当局允许他逃往海外是为了掩饰更高级别的涉案人员， 尽管文中没有提及具体是谁，但是人们纷纷猜测是阿尔伯特·维克多王子，也即威尔士亲王的长子。
当时休斯顿公爵就在英国，他马上以诽谤罪起诉了帕克。公爵承认，他走在皮卡迪利街上时，一个票贩子给了他张卡片，上面写着“造型艺术，克利夫兰路19号”。公爵表明，他当时以为卡片上说的是脱衣舞女郎。他付了1英镑入场，但进去之后，他发现这个地方“不太对劲”，马上就离开了。辩方目击者的说法莫衷一是，没能准确地说清楚休斯顿公爵那晚究竟做了什么。 辩方的最后一个证人是乔治·索尔，他此前是一个男妓，曾被卷入都柏林大教堂的同性恋丑闻当中，并且出现在一本秘密发表的性小说当中，小说名为《罪·城·原野》，这本书也被看做是索尔的自传。 在法庭上，索尔“恬不知耻”地提供了证词，他承认他以一种“丧失道德”并且“以身试法”的方式维生。同时，他也详细描述了他与休斯顿公爵在克利夫兰路的艳遇。 辩方没有传唤纽拉夫或维克做证，同时也不能证明休斯顿公爵确实离开过国家。1890年1月16日，陪审团判帕克有罪，法官对其处以12个月在监狱服刑。 有一位史学家相信休斯顿公爵的说法，认为他只在卡片的误导下去过克利夫兰路的妓院一次， 然而，另一名史学家表明，休斯顿公爵在同性恋圈子是一个有名的人物，并且他多次受罗伯特·克里布朗这个臭名昭著的小喽啰敲诈，奥斯卡·王尔德曾嘲笑罗伯特可以凭借他这股韧劲得到维多利亚十字勋章了。 索尔称他八月就向警方报告过此事，法官煞有介事地询问，为什么当局一直没有采取行动。
法官为亨利·霍金斯，他的职业生涯可谓“功勋卓著”，即便他死后还在为人们所诟病，一位前英格兰与威尔士总法务官写到：“我从没见过比亨利·霍金斯更差的法官，他完全不知道公正的含义，更不分对错。” 公诉团里，查尔斯·卢塞尔和威利·马修斯分别成为了英格兰及威尔士首席法官和刑事检控专员，辩方律师法兰克·劳克伍德后来成了副检察长，助理H·H·阿斯奎斯20年后成为了英国首相
尽管对帕克的定罪令休斯顿公爵全身而退，另一个审判在1889年12月16日进行开庭审理，因为纽拉夫与萨默赛特的法务官被指阻碍法律公平，他被指密谋防止哈蒙德与其他的信童出庭并给他们提供线索和资金帮助他们逃亡国外。牛顿由查尔斯·卢塞尔进行辩护，后者此前起诉了厄内斯特·帕克，控方律师为理查德·韦伯斯特，同时也是总代理法官。对针对其的六条指控，牛顿只承认了一条，他承认他帮助哈蒙德逃跑只是为了保护他的客户，而在当时其客户并没有被指违反法律或是在躲避拘捕。总代理法官接受了牛顿的陈情，并且另外五条指控也没有相关证据。 5月20日，由路易斯·卡夫判处牛顿在监狱服刑六个星期， 这一刑罚在很多法律领域的人来看是过重了的，一封由伦敦250律师事务所共同签署的请愿书寄到了英国内政大臣亨利·马修斯办公室，对牛顿的刑罚进行申辩。

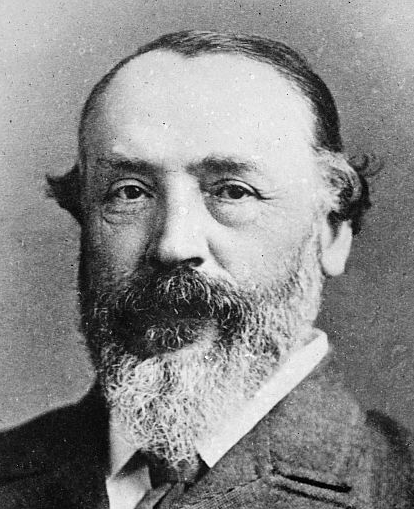
亨利·拉波赫克指控称政府参与密谋掩盖丑闻的真相

在审理牛顿案期间，议会中 有提案称要调查帕克对包庇行为的指控。亨利·拉波赫克，这位 自由党中的激进派强烈反对同性恋，并且，在他的努力下，1885年的《刑法修正案》中加入了“严重猥亵罪”这一项（也称作“拉波赫克修正案”）。 他相信在这次官方的包庇行为中，政府的参与程度远远超出了人们的猜想。1890年2月28日，他在议会中说明了他的猜想。他此举并不是要证明有“地位更高的达官贵人”——如阿尔伯特·维克多王子和这桩丑闻有任何关联，而是指控政府在妨碍公平公正的审理过程。他表明塞利斯伯雷和其他官员串通一气，阻碍调查的进行， 萨默赛特与哈蒙德也由此趁机脱身,由此耽误了案件的进展，无法在最恰当的时机审理案件。代理总律师理查德·韦伯斯特驳回了拉波赫克的指控，韦伯斯特同时是帕克的控方律师并且也为牛顿进行辩护。按理说他同拉波赫克一样，都是自由党的人，但他拒绝被拉波赫克拖下水。在长达七个小时的激烈的辩护之后，拉波赫克因为说了一句“我不相信塞利斯伯雷”并且拒绝收回他的这句评价而被赶出议会。这一提议在很大的悬殊下（206票对66票）以失败告终。 在之后对上议院的演讲中，塞利斯伯雷对自己处理该案的回忆漏洞百出。

## 事件影响
人们对该丑闻的议论终于渐渐平息了，然而报纸对此类事件的报道加重了人们对同性恋的消极态度，人们把同性恋当成是贵族阶级堕落的行径。尤其是在报道中这些电报员被上层阶级的人们利用并使他们进一步堕落。人们的这种态度在几年后达到顶点，当时奥斯卡·王尔德因与阿尔弗莱德·道格拉斯的暧昧关系而受到严重猥亵罪的审判
王尔德将事情归因于《道连·格雷的画像》带来的丑闻。该书发表于1890年， 对于该书的书评都充满了敌意；评论纷纷指向克利夫兰路丑闻事件，一篇书评甚至认为这本书基本上是“行为不端的贵族与堕落的电报员”。 1891年该书再版的时候，王尔德删掉了部分关键性的章节，在这些章节中有大量对同性恋行为的描写。 1895年，王尔德对阿尔弗莱德的父亲，昆士伯利侯爵提起了诉讼，王尔德告其以诽谤罪，但以失败告终。昆士伯利的法律顾问为爱德华·卡尔森，他援引王尔德小说中的句子来反击他，以王尔德与年轻工人阶级的关联来质疑他。 王尔德诉讼失败后，便被以严重猥亵罪告上了法庭，并且法庭确定其罪名成立，最终判其两年劳役。他被查尔斯·吉尔起诉，后者曾在克利夫兰路案中为维克辩护。

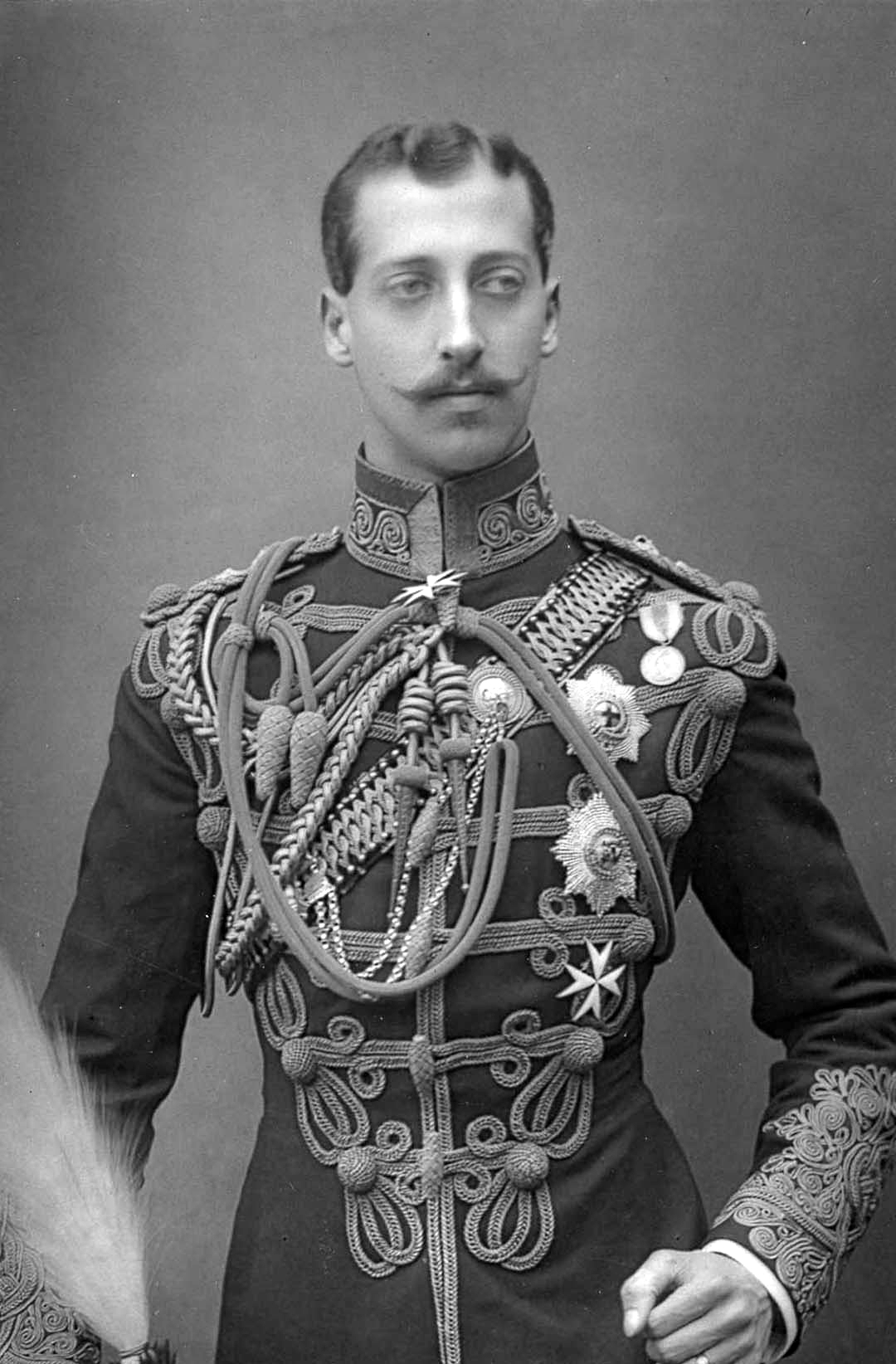
威尔士阿尔伯特维克多王子丑闻之后的一年成为了公爵

尽管阿尔伯特·维克多王子死于1892年，关于他性生活的传闻却从未停止。丑闻案件过去60年后，古德尔德告诉国王乔治五世的传记作家哈诺德·尼克松，他在丑闻案发时只是个12岁的学生，当时阿尔伯特维克多王子“曾经被卷入了一场男同性恋案件，一个法务官甚至需要做伪证以帮他摆脱罪名，那名法务官因触犯法律而被开除，但后来又官复原职。” 然而亚瑟·牛顿在1910年因渎职罪被开除了一年，当时是因为他给的另一个客户——恶贯满盈的杀人犯哈维·克利本伪造了信件。 1913年，他被永远地开除了，并因造伪证收费被判以三年监禁。 牛顿可能制造并传播了关于阿尔伯特·维克多王子的谣言，试图用这种极力掩盖的方式保护他的客户免遭检举。 根据国家档案馆20世纪70年代对公共公布的政府文件来看，在文件中没有与王子涉案相关的信息，唯一相关的信息就是牛顿威胁王子要把王子牵扯进来。 汉密尔顿·库飞在给刑事检控专员奥古斯特斯·史蒂芬孙的信中写道：“有人告诉我，牛顿夸下海口称，如果我们的调查继续下去，将会有一名大人物浮出水面（阿尔伯特·维克多王子），我并不是说我相信这个说法，但这种情况下，你永远不知道人们可能说些什么，可能杜撰些什么，以及到底什么是真的什么是假的。” 从萨默赛特写给他的朋友伊舍勋爵流传下来的信中，我们可以确定萨默赛特知道这些小道消息的存在，但是不知道这些消息的真伪，他写道：“我能理解威尔士亲王现在心烦意乱，因为儿子的名字时时与这些事情联系在一起。我们都被指去过这个地方，我想知道这些说法是因为确有其事还是只是谣言。” 在来往信件中，戴顿·普洛宾称其为“对阿尔伯特·维克多王子残忍的恶意中伤”，“为把阿尔伯特·维克多王子脱下水而进行的虚假报道”。 阿尔伯特·维克多王子的名字出现在美国报纸上时，纽约先驱报刊登了一封匿名信，几乎可以肯定这封信是由查尔斯·哈尔写的，他表示：“不管是以前还是现在，都不可以提到阿尔伯特·维克多王子的名字。” 传记作家相信关于王子是双性恋的说法 但是这种说法遭到了其他人的反对，这些人相信王子是“绝对的异性恋”，他被卷进这种谣言是“不公平的”。
1902年，一家美国报纸发表了一则指控称亚瑟·萨默赛特提前得知克利夫兰路19号已经在警察的监控之下，并且他可能已经被确认曾来过这家妓院，他设法把王子带到这个妓院只是单纯地希望警察看到王子来过这里后不会深入调查这个案件。该报告指控称萨默赛特的诡计利用了王子对镶嵌家具的喜好：他邀请王子去观看妓院里面的一个镶嵌工艺精致的柜子，但王子在那里停留的时间不超过五分钟。

## 妓院
在马里波恩克利夫兰路19号的男性妓院的原址已经成为了学术研究对象以及人们纷纷前往的地点，同时火起来的还有伦敦的 费兹罗维亚 以及旁边的 Soho 和 布鲁姆斯伯里。 在议会上，拉伯克气愤地称其为“说不清在哪条路上，但差不多在密德塞斯医院对面”。 妓院在克利夫兰路西侧，现在已无处可寻——由于医院在19世纪90年代进行扩张，妓院也由此被拆毁， 而医院也于2005年被夷为平地。 在《插图警察报》中曾发表过两张素描还原图。
同时也不时有流言传出，妓院的原址还在。据该猜测，人们已经对该街道重新编号，19号已经被从土地测量中删掉已掩盖其存在，该妓院的原址现在位于克利夫兰路东侧的18号。 克利夫兰路被重新编号确有其事：以前克利夫兰路的最南端为诺福克路。（比如现在的克利夫兰路22号以前曾是诺福克路10号，并且为查尔斯·狄更斯的故居。） 然而，克利夫兰路于1867年重新编号，在此后很多年才出现了克利夫兰路的丑闻事件，根据大都会工务委员会的记载：“路西面的房子从奇数数字1开始，以175结束，路东面的数字从偶数数字2开始，以140结束；这样的数字也在路南的尽头出现。” 克利夫兰路19号和与其毗邻的房子还出现在1870年的英国地形测量局的测量结果中。 在1894年的测量结果中，这些房子已经被编为密德塞斯医院的侧翼建筑。